# Prinsessan och trollen
Prinsessan och trollen är en akvarell på papper av den svenske konstnären John Bauer (1882–1918) som mäter 25 x 25 centimeter. Det är en av flera bilder som Bauer utförde 1913 till författaren Helena Nybloms saga Bortbytingarna och som publicerades i sagosamlingarna Bland tomtar och troll. Målningen tillhör Nationalmuseum sedan 1914. 

## Motivet
Prinsessan och trollen har undertiteln ”En kväll vid midsommartid gingo de med Bianca Maria djupt in i skogen”. Sagan handlar om en trollfar som blev så förtjust i den lilla prinsessan att han stjäl henne ur vaggan och lägger dit sin egen unge istället. Barnen växer upp och ingen av dem tycks passa in hos sina nya familjer. När de blir giftasvuxna flyr båda tillbaka till sina ursprungliga hem. 
Genom att Bauer tecknar sina troll, så att deras former liknar naturens, understryker han trollet som naturväsen. Trollen tillhör därmed en annan värld än människornas, de saknar själ och ställs därför mot prinsessorna, som i sin tur har sina rötter i sekelskiftets skildringar av ”det ideala barnet” och som representerar oskuld och naivitet. Barnböckernas prinsar och prinsessor skulle transportera den tidens unga betraktare från den yttre verkligheten till en inre drömd värld. Böckerna riktades främst till flickor, i en period när sexualiteten ännu inte ansågs vara väckt, men där fantasin styrdes mot heterosexuell kärlek och äktenskap. 
John Bauers illustrationer till sagosamlingarna ”Bland tomtar och troll” har präglat generationer av svenska barn och deras uppfattningar om skogen och dess olika sagoväsen. Sverige har idag en enastående stark bilderbokstradition men det var redan omkring 1860 som konstnärerna ute i Europa började specialisera sig på barnboksillustrationer som ett eget område. Omkring 1880 framträder på barnboksscenen en rad författare, de flesta kvinnliga, som skriver för barn. I Sverige var Ottilia Adelborg och Jenny Nyström pionjärer, men det var först på 1890-talet, tack vare jultidningarnas spridning som en större kår av barnboksillustratörer blev verksamma.